# Séléniure de phosphore
Un séléniure de phosphore est un composé chimique constitué de phosphore et de sélénium. Il s'agit d'une famille de composés peu connue dont certaines phases amorphes et certains composés définis ont été décrits. Ceux-ci sont indiqués ci-dessous. Certains sont semblables à leurs sulfures de phosphore (en) analogues, d'autres sont nouveaux, comme le P2Se5 moléculaire ou le catena-(P4Se4)x polymérique. L'existence de P4Se10 moléculaire n'est pas certaine.

## Composés confirmés par cristallographie

### P2Se5
Le P2Se5 a une structure de type norbornane dans laquelle deux atomes de phosphore à l'état d'oxydation +3 sont unis par deux ponts diséléniure –Se–Se– et un pont séléniure –Se–. Il a été isolé par extraction liquide-liquide au disulfure de carbone CS2 à partir d'une phase P2Se5 amorphe produire à partir des éléments.

### P4Se3
P4Se3 a été caractérisé par cristallographie et présente la même structure que le forme basse température de P4S3. Il peut être synthétisé à partir des éléments et recristallisé à l'aide de tétraline.

### P4Se5
La molécule P4Se5 a la même structure que le sulfure de phosphore (en) P4S5. Il a été obtenu en faisant réagir du P4Se3 avec du brome Br2 dans le disulfure de carbone CS2.

### catena-(P4Se4)x
Ce composé consiste en des chaînes polymériques d'unités de type norbornane liées entre elle par des atomes de sélénium. Chaque atome de phosphore des unités monomériques étant lié à un autre atome de phosphore et deux atomes de sélénium, il a un état d'oxydation formel valant +2.

## Composés confirmés par spectroscopie

### P4Se4
Le P4Se4 présente deux polymorphes : le P4Se4 α avec la même configuration que le P4S4 α, et le P4Se4 β avec la même configuration que le P4S4 β. Un composé (CuI)3P4Se4 a été entièrement caractérisé présentant des unités P4S4 β.

### P4Se7
Le P4Se7 a été décrit avec la même structure que le P4S7,, tandis qu'un manuel bien connu mais un peu plus ancien ne le mentionne pas.

### P4Se10
Le P4Se10 a été décrit avec la même structure que le P4S10 et le P4O10,, mais n'est pas mentionné par un manuel un peu plus ancien. La présence de P4Se10 moléculaire n'avait pas été relevée par une étude contemporaine de séléniure de phosphore amorphe. On connaît l'ion isoélectronique [Ge4Se10]4−, qui a une structure de type adamantane, comme dans le décasélénotétragermanate de décasodium Na4Ge4Se10.

### Autres composés
Les structures P4Se6, P14Se, P4Se, P4Se2 et P2Se ont été documentées.

## Verres de sélénium-phosphore
Des verres de sélénium-phosphore ont été étudiés par RMN du phosphore 31 et spectroscopie Raman. Ces verres ont une composition PxSe1–x, avec 0 < x < 0,8 et une fenêtre étroite pour 0,52 < x < 0,60 centrée sur x = 0,57 dans laquelle le matériau tend à cristalliser. Pour x < 0,47, le verre contient des fragments de chaînes Sen, des unités à phosphore pyramidales où P a l'état d'oxydation +3, des unités quasi tétraédriques où P a l'état d'oxydation +5 avec une double liaison P=Se, et des unités P2 à l'état d'oxydation formel +4. Il n'existe pas d'indice de présence d'une phase amorphe contenant des molécules P4Se10.